# Acestrilla minima
Acestrilla minima är en skalbaggsart som beskrevs av Bates 1885. Acestrilla minima ingår i släktet Acestrilla och familjen långhorningar.
Artens utbredningsområde är:
- Guatemala.
- Honduras.
- Panama.

Inga underarter finns listade i Catalogue of Life.